# Rafael Millán Picazo
Rafael Millán Picazo (Algeciras, 24 de septiembre de 1893-Madrid, 8 de marzo de 1957) fue un compositor de zarzuelas español. 

## Biografía
Durante su juventud destacó como violinista, dando conciertos por toda España. Sería, en su edad adulta, y curiosamente en el extranjero, su faceta como compositor la que le labraría un mayor reconocimiento. Fue considerado como uno de los mejores compositores de zarzuela y opereta de España, destacando entre sus obras El príncipe bohemio, La rosa de Kiot, La mujer indecisa, Maldición gitana, La dogaresa y El pájaro azul.
Estrenó su primera obra, El príncipe bohemio, en el Teatro de la Zarzuela de Madrid, junto a Manuel Merino en 1914, continuándose en los años siguientes numerosas interpretaciones de ésta y de otras obras del autor. Gracias a su gran admiración por la música, su ciudad natal, la localidad gaditana de Algeciras, le puso su nombre a la calle principal de la "Cuesta del Rayo" y un auditorio en el Paseo Marítimo.

## Obras
- 1914 El príncipe bohemio, libreto de M. Merino y M. G. de Lara (Madrid, Teatro de la Zarzuela, 30/X)
- 1915 El chico de Las Peñuelas, libreto de Carlos Arniches (Madrid, Teatro Apolo, 12/V)
- 1915 La famosa, libreto de L. N. Serrano (Madrid, Teatro Novedades, 8/X)
- 1915 La escuela de Venus, El genio de León, La mala tarde, Una mujer indecisa
- 1916 Los piratas, libreto de M. Garrido (Madrid, Teatro Novedades, 22/IV)
- 1916 El preceptor de su Alteza, libreto de G. Conde y A. Paso (Madrid, Teatro Apolo, 17/VI)
- 1916 Las alegres chicas de Berlín, libreto de Miguel Merino y Federico Avecilla (Madrid, Teatro de la Zarzuela); El pan nuestro
- 1917 La paciencia de Job
- 1918 Los amos del mundo, libreto de Antonio González Rendón (Madrid, Teatro Cómico); La rosa de Kioto
- [sense data] Glorias del pueblo, Maldición gitana, El triunfo de Arlequín
- 1919 El elefante blanco, libreto de Manuel González de Lara y Ramón Díaz Miret (Madrid, Teatro del Centro, 11-6)
- 1920 Blanco y negro, libreto de Antonio López Monís y Ramón Peña (Madrid, Teatro del Centro 3-3); El telón de anuncios, libreto de Joaquín Montero y Josep Amich Bert (Teatre Victòria (Barcelona))
- 1920 La dogaresa, libreto de Antonio López Monís (Barcelona Teatre Tívoli, 17/IX)
- 1921 El pájaro azul, libreto de A. López Monís (Barcelona Teatre Tívoli, 5/III) amb Matias Ferret y Parera de figura estel·lar.
- 1922 Los buscadores de oro, libreto de Aurelio García Rendón (Barcelona, Tívoli)
- 1923 El dictador, libreto de Federico Romero y Guillermo Fernández-Shaw (Barcelona, Teatro Apolo, 17/XI)
- 1923 El bello Don Diego, libreto de José Tellaeche (Madrid, Teatro Cómico)
- 1924 La gaviota, "zarzuela española de ambiente catalán en 2 actos", libreto de Josep Amich y Bert y Armando Oliveros Millán (Teatre Nou (Barcelona))
- 1925 La severa, libreto de F. Romero y G. Fernández Shaw (Barcelona, Teatre Tívoli)
- 1925 La tía Javiera, Tutankamen, de Joaquín Dicenta Alonso
- 1928 La morería (revisió de La severa) (Madrid, Teatro de la Latina, 20/IV)
- 1952 El tesoro de Golconda (Teatre Victòria (Barcelona))